# Prozessstandschaft
Prozessstandschaft ist die Befugnis, im eigenen Namen einen Prozess über ein fremdes Recht zu führen.

## Zivilrecht
Im deutschen Zivilprozessrecht wird zwischen der gesetzlichen und der gewillkürten Prozessstandschaft unterschieden.

### Gesetzliche Prozessstandschaft
Die gesetzliche Prozessstandschaft beruht auf einer gesetzlichen Regelung, die eine bestimmte Person ermächtigt, ein fremdes Recht im eigenen Namen geltend zu machen. Die wichtigsten Fälle sind:
- die Prozessführung einer Partei kraft Amtes, etwa des Insolvenzverwalters (§ 80 Abs. 1 InsO), des Zwangsverwalters (§ 152 ZVG) und des Testamentsvollstreckers (§ 2212 BGB und § 2213),
- die Prozessführung kraft gesetzlicher Ermächtigung. Eine solche existiert beispielsweise hinsichtlich der verheirateten Eltern, die getrennt leben in Bezug auf den Unterhalt der minderjährigen Kinder, die bei einem Elternteil leben (§ 1629 Abs. 3 BGB), womit verhindert werden soll, dass das minderjährige Kind als Partei am Rechtsstreit der Eltern teilnimmt und hierbei auch noch durch einen Elternteil gegen den anderen Elternteil vertreten wird. Ein weiteres Beispiel findet sich im ehelichen Güterrecht in § 1368 BGB im Falle der ohne Zustimmung des anderen Ehegatten erfolgten Verfügung eines Ehegatten über sein Vermögen,
- die Prozessführung kraft gesetzlicher Ermächtigung des prozessualen Rechts bei Parteiwechsel: Der bisherige Rechtsinhaber führt den begonnenen Rechtsstreit fort, wenn er nach Rechtshängigkeit eine Sache veräußert oder den geltend gemachten Anspruch abgetreten hat (§ 265 ZPO).
- die gesetzliche Prozessstandschaft im Erbrecht bei einem zum Nachlass gehörenden Anspruch nach § 2039 S. 1 BGB. Ein Erbe kann diese Forderung prozessual alleine geltend machen. Die Rechtsfolge der Leistung des Anspruchs ist aber nur an alle Erben gemeinschaftlich zu leisten. Die Erben können die Leistung auch nur gemeinschaftlich fordern.
- der Mitgläubiger (§ 432 BGB)[1] und der Miteigentümer (§ 1011 BGB)

Das Recht zu Unterlassungsklagen im Verbraucherschutzrecht bestimmter Verbände (§ 8 UWG, § 3 UklaG) ist keine bloße Prozessstandschaft. Diese Verbände haben durch die Neuregelungen im Unterlassungsklagengesetz eigene Unterlassungsansprüche.

### Gewillkürte Prozessstandschaft
Eine gewillkürte Prozessstandschaft liegt vor, wenn die Prozessführungsbefugnis durch Rechtsgeschäft vom Rechtsträger auf die Partei des Prozesses übertragen wird. Dies setzt eine wirksame Ermächtigung durch den Rechtsträger und ein eigenes, schutzwürdiges Interesse des Prozessstandschafters an der Geltendmachung in eigenem Namen voraus. Ob die materiell-rechtliche Übertragbarkeit (Abtretbarkeit) des eingeklagten Rechts notwendig ist, ist umstritten.
Weitere Voraussetzung ist, dass der Prozessgegner durch die Prozessstandschaft nicht unzumutbar beeinträchtigt wird. Letzteres kann zum Beispiel dann der Fall sein, wenn eine vermögenslose Person Rechte eines anderen geltend macht, weil der Prozessgegner dann im Falle des Obsiegens einen Kostenerstattungsanspruch nur gegen die vermögenslose Person erlangt und durch die absehbare Erfolglosigkeit der Zwangsvollstreckung erhebliche finanzielle Nachteile erleiden kann.
Im Prozess muss die Prozessstandschaft grundsätzlich offengelegt und klargestellt werden, welche Rechte geltend gemacht werden, es sei denn, allen Beteiligten ist klar, welches Recht eingeklagt wird.

## Öffentliches Recht
Eine besondere Bedeutung hat die gesetzliche Prozessstandschaft im deutschen Verfassungsrecht bei Verfahren vor dem Bundesverfassungsgericht:
Im Organstreitverfahren kann eine Fraktion Rechte des Bundestags im Wege der Prozessstandschaft für sich geltend machen. Ein einzelner Abgeordneter des Bundestags hingegen gilt in diesem Zusammenhang nach der Rechtsprechung des Bundesverfassungsgerichts nicht als Organteil des Bundestages im Sinne des § 64 Abs. 1 BVerfGG und kann damit keine Rechte des Bundestages in Prozessstandschaft geltend machen.
Im Bund-Länder-Streit im Sinne des Art. 93 Abs. 1 Nr. 3 GG werden nach § 68 BVerfGG die Rechte des Bundes durch die Bundesregierung und die Rechte eines Bundeslandes durch die entsprechende Landesregierung in Prozessstandschaft wahrgenommen.
Mit einer Verfassungsbeschwerde im Sinne des Art. 93 Abs. 1 Nr. 4a GG kann der Beschwerdeführer die Verletzung fremder Grundrechte geltend machen, sofern ausnahmsweise gesetzlich angeordnet.

## Abgrenzung zur Vertretung
Bei der Vertretung macht der Vertreter im Namen des Klägers dessen Rechte, bei der Prozessstandschaft hingegen macht der Kläger Rechte eines Dritten im eigenen Namen geltend.